# Groene muspapegaai
De groene muspapegaai (Forpus passerinus) is een papegaaiachtige uit de familie papegaaien van Afrika en de Nieuwe Wereld (Psittacidae). De wetenschappelijke naam van de soort werd als Psittacus passerinus in 1758 gepubliceerd door Carl Linnaeus.

## Verspreiding en leefgebied
Deze soort komt voor in noordelijk Zuid-Amerika; er worden vijf ondersoorten onderscheiden:
- F. p. passerinus – de Guiana's.
- F. p. viridissimus (Lafresnaye, 1848) – noordelijk Venezuela en Trinidad en Tobago.
- F. p. cyanochlorus (Schlegel, 1864) – Roraima (noordelijk Brazilië).
- F. p. deliciosus (Ridgway, 1888) – Amazonisch Brazilië.
- F. p. cyanophanes (Todd, 1915) – noordelijk Colombia.

## Status
De grootte van de populatie is niet gekwantificeerd maar de soort wordt omschreven als algemeen. Op de Rode lijst van de IUCN heeft deze soort de status niet bedreigd.